# Grutas de Yungang
As Grutas de Yungang são um conjunto de 53 grutas e mais de 1200 nichos budistas, com mais de 51 mil estátuas de pedra que se espalham numa encosta de um quilómetro de extensão.
Situam-se em Datong, na província de Xanxim, norte da China, que era capital da Dinastia Wei do Norte.
A construção das grutas nas montanhas próximas à capital começou em 460, com as propostas do mestre monge Tan Yao e a autorização do imperador da Dinastia Wei do Norte. A obra terminou em 494, quando a Dinastia Wei do Norte decidiu transferir sua capital para Luoyang.
Cada gruta tem uma estátua principal de Buda. A maior possui 16,8 metros de altura e a menor com 13,5 metros de altura, representando respectivamente os 5 primeiros imperadores da Dinastia Wei do Norte.
As Grutas de Yungang constituem o maior grupo de grutas preservado na China, sendo por isso famoso tanto na China como em todo o mundo. Em 2001, as Grutas de Yungang foram declaradas Patrimônio Mundial da Unesco.